# Markus Hildebrandt
Markus Hildebrandt (* 21. Dezember 1974) ist ein deutscher Tischtennisspieler mit aktiver Zeit seit den 1990er Jahren. Bei Deutschen Meisterschaften gewann er zwei Bronzemedaillen im Doppel.

## Werdegang
Markus Hildebrandt begann mit dem Tischtennissport beim Verein TV Moselweiß. Schnell entwickelte er sich zu einem führenden Spieler in Rheinland-Pfalz. Im Schüler- und Jugendbereich holte er mehrere Titel bei Rheinland-Pfalz-Meisterschaften. Bei deutschen Meisterschaften der Junioren wurde er 1994 Dritter im Doppel mit Michael Görsch, 1996 erreichte er das Endspiel im Einzel. Bei den Erwachsenen erkämpfte er von 1995 bis 2006 fünf Titel bei Südwestdeutschen Meisterschaften, zwei im Einzel und drei im Doppel. 2002 wurde er Hessenmeister. Seine größten Erfolge erzielte er bei Deutschen Meisterschaften im Doppel mit Gerd Richter: 1999 und 2000 kam er bis ins Halbfinale.